# Třtice
Třtice (j. č., tedy ta Třtice, do Třtice, ve Třtici, německy Rohrbusch) je obec v okrese Rakovník ve Středočeském kraji. Leží zhruba třináct kilometrů severovýchodně od Rakovníka a 4,5 kilometru severozápadně od Nového Strašecí. Žije zde 512 obyvatel. V minulosti se ves nazývala Trstice.

## Název
Pojmenování je odvozeno podle dr. Profouse od slova tresť, pojmenování pro trstnaté rostliny. Označením tresť, trsť, třtí by se mohl rozumět rákos obecný (slovensky trsť obyčajná), který dosud roste hojně v okolí – lokalita V Bahnách (rašeliniště a slatinná louka), okolí rybníků i Kačáku (Loděnického potoka). Název je vlastně zdrobnělinou, tedy označením místa, kde roste malé rákosí (srov. např. kroupa → krupice).

## Historie

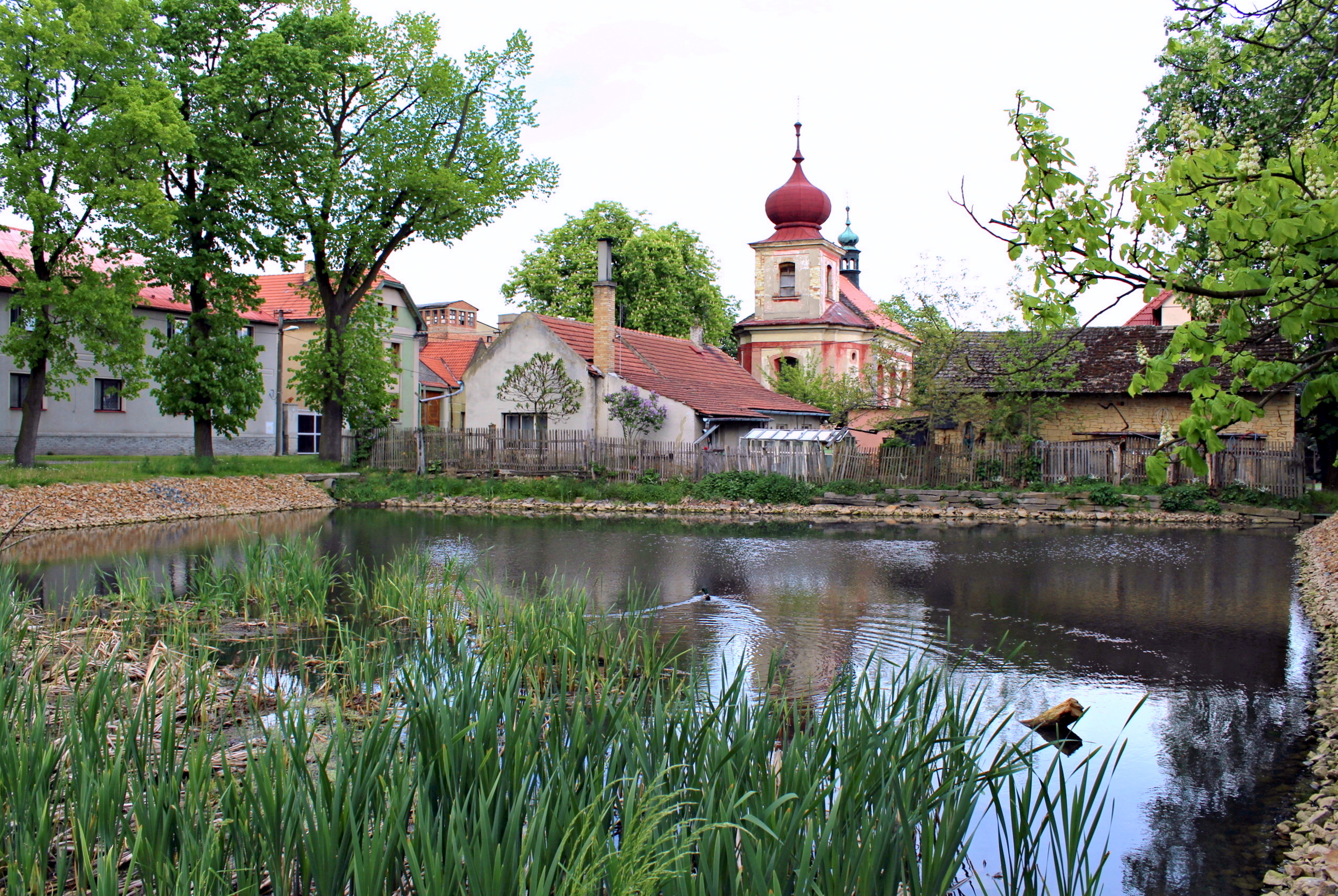
Horní náves s rybníkem a kostelem

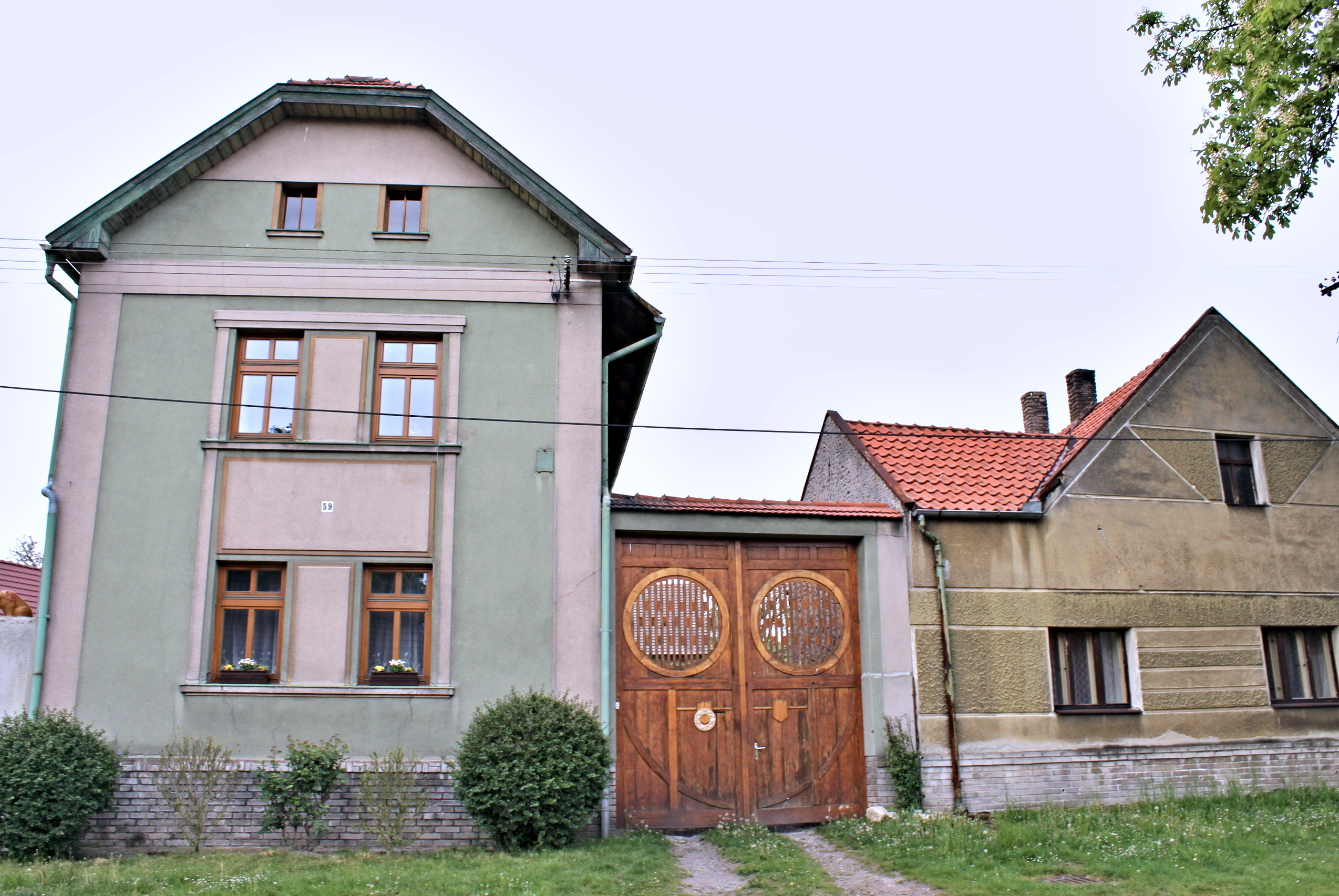
Jedno ze stavení na návsi u kostela

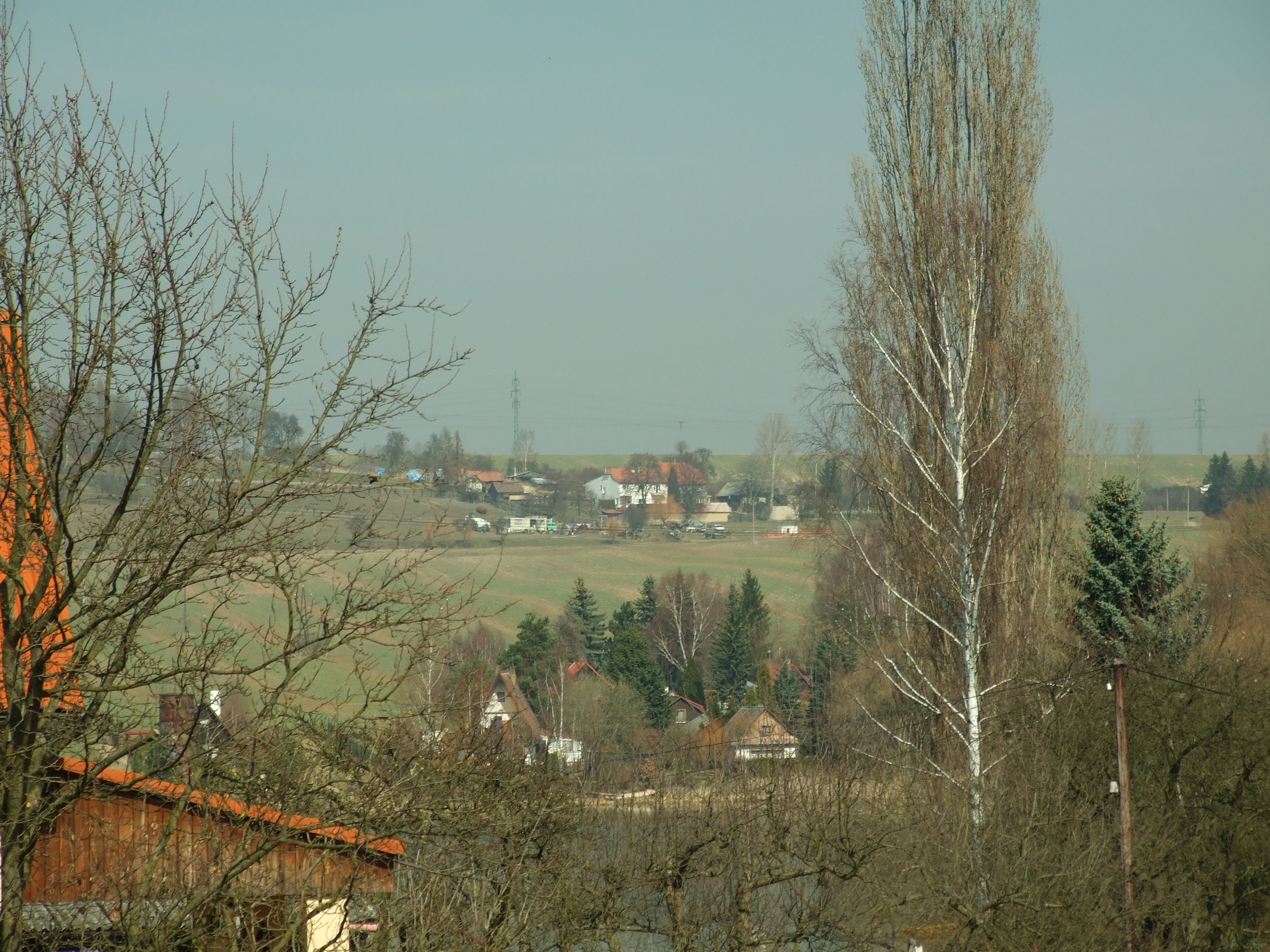
Pohled na obec od rybníka Bucku

Asi tři kilometry od ukončeného úseku dálnice D6 Praha – Karlovy Vary za Novým Strašecím se v širokém údolí potoka Loděnice (Kačáku) při jihovýchodním úpatí návrší Kopaniny (506 m) rozkládá vesnička Třtice. Podle nálezů zuhelnatělé pšenice a několika kusů štípané industrie, lze usuzovat, že místo bylo osídleno již v mladší době kamenné (před 6 tisíci lety). První písemná zmínka o vesnici pochází až ze 14. století (1352 Trssyticz).  Jan Brabec v této souvislosti připomíná i dálkovou obchodní stezku, která vedla zdejším podmáčeným terénem.
Třtice bývala odedávna příslušenstvím hradu Křivoklátu, stávala zde tvrz, zemanský statek s manskou služebností ke Křivoklátu. Majitelé třtického statku se často střídali – roku 1458 vlastnil jej Jan Zlýkněz z Lipna, 1506 jej měl Mikuláš Kába z Rybňan. V 16. století patřila jedna část Třtice ke Mšeci a jiná část ke Křivoklátu. Oboje připadlo pak k panství Krušovice. Posledním majitelem nájemného dvora byl Václav Kasalický, který byl 8. října 1941 zatčen a jako bývalý československý důstojník a náměstek sokolské župy umučen v koncentračním táboře v Osvětimi. Od roku 1776 měla obec školu.
V roce 1928 byl do vsi zaveden telefon a o rok později se poprvé rozsvítilo elektrické světlo.

## Současnost
Dnes ve Třtici žije kolem 500 stálých obyvatel, jsou zde dvě soukromé hospody a dva obchody. V obci byl již zbudován vodovod, nyní[kdy?] se pracuje na kanalizaci. Na katastru obce leží velký rybník Bucek, vyhledávané rekreační středisko.

## Obyvatelstvo
| Rok            | 1869 | 1880 | 1890 | 1900 | 1910 | 1921 | 1930 | 1950 | 1961 | 1970 | 1980 | 1991 | 2001 | 2011 | 2021 |
| -------------- | ---- | ---- | ---- | ---- | ---- | ---- | ---- | ---- | ---- | ---- | ---- | ---- | ---- | ---- | ---- |
| Počet obyvatel | 943  | 911  | 805  | 739  | 705  | 715  | 759  | 573  | 527  | 523  | 490  | 417  | 399  | 452  | 499  |
| Počet domů     | 119  | 126  | 125  | 129  | 132  | 133  | 156  | 161  | 155  | 149  | 145  | 170  | 175  | 184  | 196  |

## Obecní správa

### Územněsprávní začlenění
Dějiny územněsprávního začleňování zahrnují období od roku 1850 do současnosti. V chronologickém přehledu je uvedena územně administrativní příslušnost obce v roce, kdy ke změně došlo:
- 1850 země česká, kraj Praha, politický okres Rakovník, soudní okres Nové Strašecí[9]
- 1855 země česká, kraj Praha, soudní okres Nové Strašecí
- 1868 země česká, politický okres Slaný, soudní okres Nové Strašecí
- 1939 země česká, Oberlandrat Kladno, politický okres Slaný, soudní okres Nové Strašecí[10]
- 1942 země česká, Oberlandrat Praha, politický okres Slaný, soudní okres Nové Strašecí[11]
- 1945 země česká, správní okres Slaný, soudní okres Nové Strašecí[12]
- 1949 Pražský kraj, okres Nové Strašecí[13]
- 1960 Středočeský kraj, okres Rakovník
- 2003 Středočeský kraj, obec s rozšířenou působností Rakovník

### Obecní symboly
Znak a vlajka byly obci uděleny rozhodnutím předsedy Poslanecké sněmovny Parlamentu České republiky dne 13. května 2003.

#### Obecní znak
Ve zlatém štítě se zeleným kůlem vyrůstá ze sníženého zúženého modrého vlnitého břevna zlatý rákos obecný.
Odůvodnění: Základem znaku je vertikální rozdělení na tři pole. V prostřední části na zeleném poli je symbolizována trsnatá rostlina, podle které je nejspíše obec pojmenována. Rostlina a obě krajová pole jsou okrově zlatá. Tato barva symbolizuje opuku, která je od pradávna základním stavebním materiálem tohoto kraje. Tato usazená hornina se v blízkosti i těžila. Dosud se láme v obci Hředle, kde jsou také nově pořádána sochařská sympozia. Starší zástavba (kostel, rodinné domky i stodoly) je v obci pouze z tohoto materiálu. Okrově zlatá má současně charakterizovat i dva hřbítky zvlněného terénu, mezi kterými obec leží – Kopanina jako nižší výběžek masivu Džbán a Barboru přecházející v Žalý. Zelená symbolizuje zemědělskou činnost, která byla vždy základem obživy zdejších obyvatel. Chmelnice už dávno vystřídala pole s obilovinami, řepkou a bramborami. Modré vlnité břevno symbolizuje Loděnický potok zvaný Kačák a na něm kaskádu rybníků i rezervaci.

#### Obecní prapor
List tvoří tři vodorovné pruhy – žlutý, zelený a žlutý v poměru 3 : 5 : 3, poměr šířky k délce listu je 2 : 3.
Odůvodnění: Prapor ponechává celou barevnou symboliku (žlutá jako symbol opuky a zelená jako symbol zemědělské činnosti, lesů i plošné rozdělení. Na rozdíl od znaku je zjednodušen tím, že v prostředním zeleném poli chybí trsnatá rostlina. To umožňuje věšet prapor vodorovně i svisle.

## Společnost
V obci Třtice (760 obyvatel, poštovna) byly v roce 1932 evidovány tyto živnosti a obchody: cihelna, 3 obchody s dobytkem, družstvo pro rozvod elektrické energie ve Třtici, 2 holiči, 4 hostince, 2 koláři, konsum Včela, 2 kováři, krejčí, mlýn, 3 obuvníci, pekař, obchod s lahvovým pivem, pumpař, rolník, 3 řezníci, trafika, 3 obchody se smíšeným zbožím, spořitelní a záložní spolek pro Třtici, obchod se střižním zbožím.

## Pamětihodnosti

### Kostel sv. Mikuláše

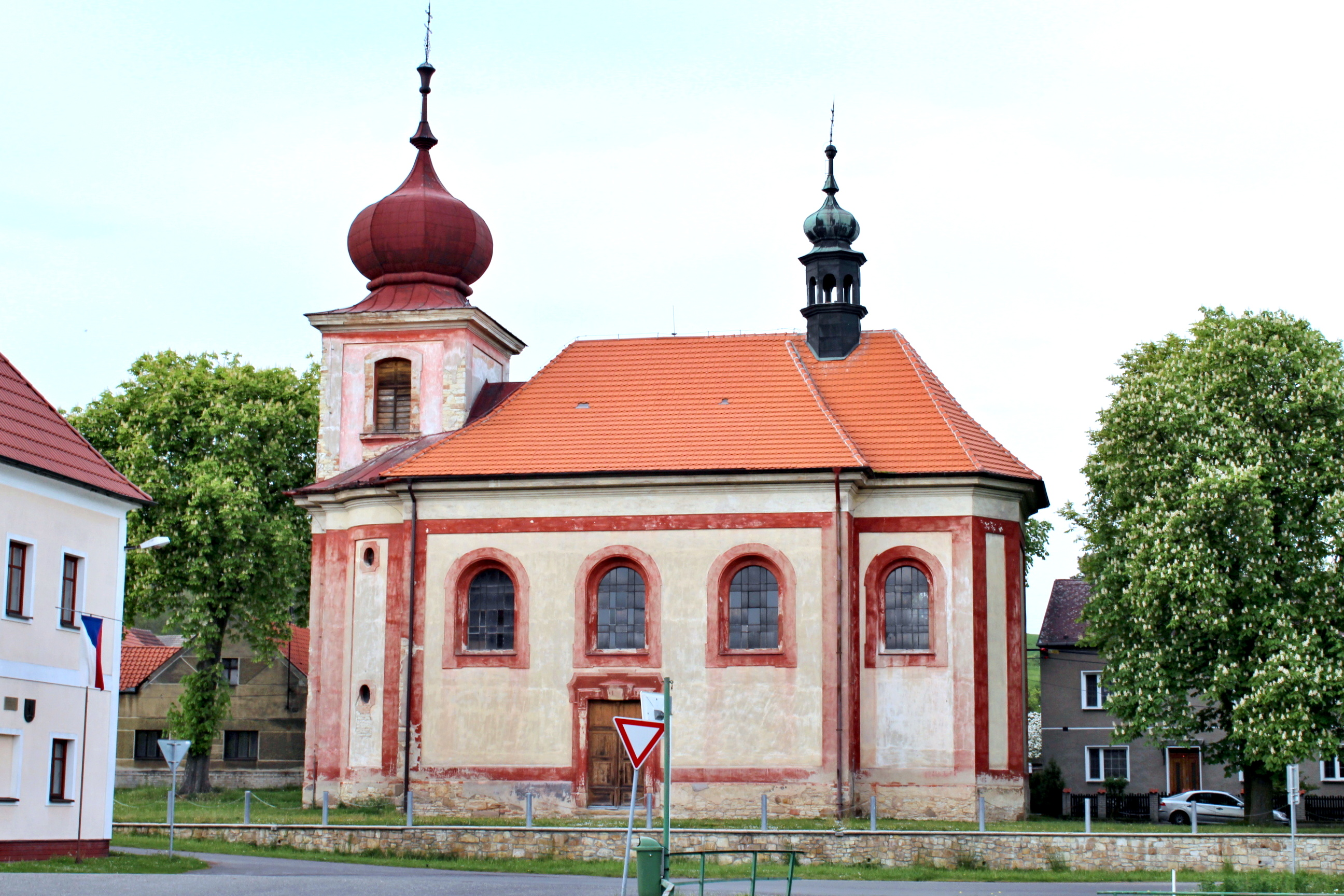
Kostel sv. Mikuláše

Kostel svatého Mikuláše byl původně gotickou stavbou a zasvěcen patrně sv. Václavovi, což by mohl dokazovat záhadný, dosud ne uspokojivě rozluštěný nápis na kameni ve zdi kostela na východní straně za kněžištěm. Ve druhé čtvrtině 18. století prošel chrám významnou barokní přestavbou podle návrhu architekta F. I. Prée. V době kolem roku 1840 byl kostel upraven do dnešní podoby. Stavba je jednolodní, sklenutá valenou klenbou s lunetami, čtvercové kněžiště je plochostropé. Kostelní věž, zakončená cibulovitou bání, skrývá vinou válečných rekvizic už jen jediný zvon ze čtyř – zvon Svaté Trojice z dílny rakovnického mistra Flemmika z roku 1607. Na hlavní oltář z roku 1881 namaloval obraz sv. Mikuláše Z. J. Bernard, obrazy sv. Terezie a sv. Alžběty na postranní oltáře dodal Emil Johann Lauffer. Roku 1875 byla na postranní oltář přivezena socha Panny Marie z pražského kostela sv. Maří Magdaleny na Malé Straně v Karmelitské ulici. Unikátní cínová křtitelnice patří dnes k expozici hradního muzea na Křivoklátě.

### Pomník padlých hrdinů

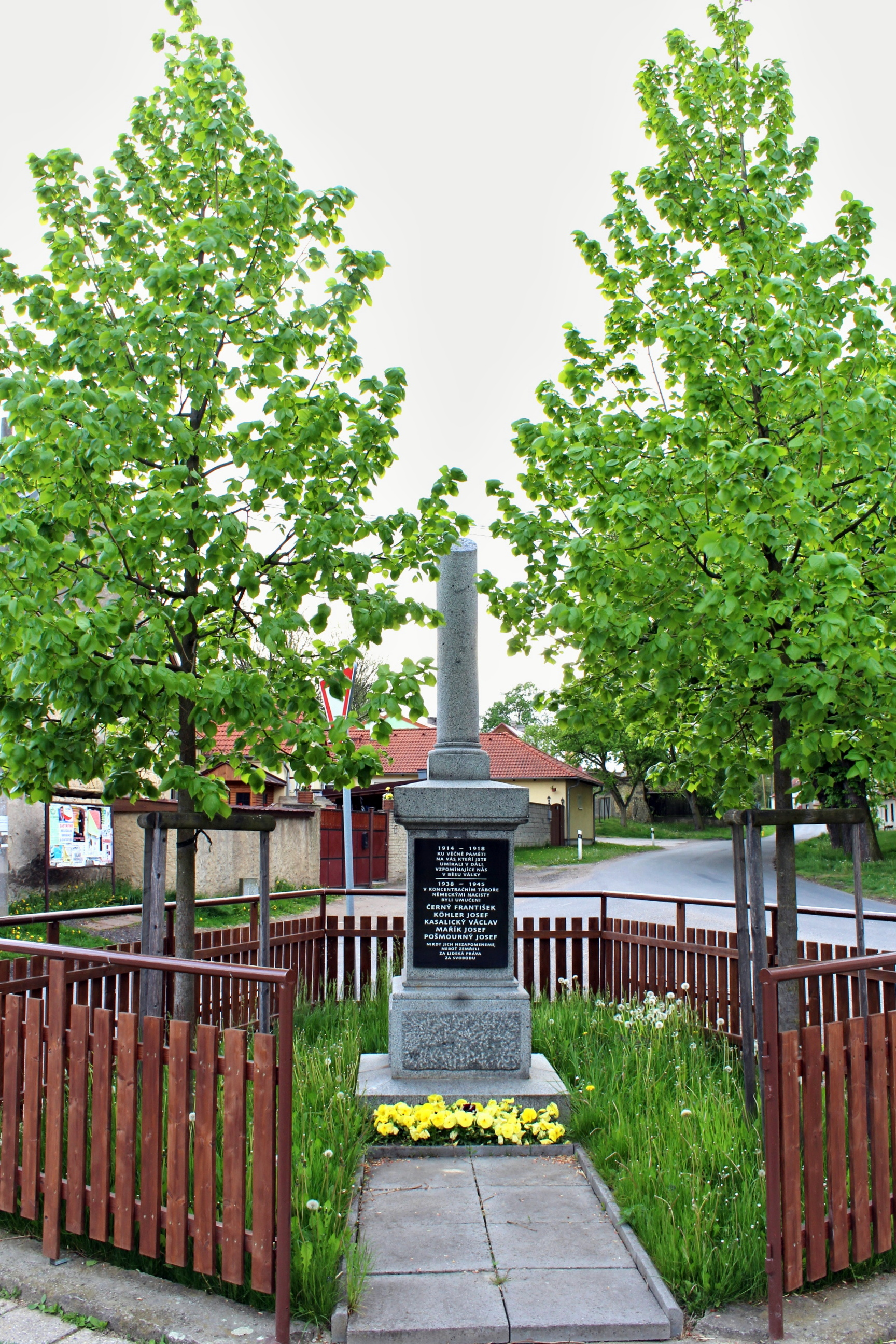
Pomník na návsi

Pomník 27 vojákům z obce padlým v první světové válce byl odhalen 21. května 1923 u Lípy svobody, zasazené 3. listopadu 1918. Autorem je kamenosochař Ťoupalík ze Mšece. Na pomník obětem války přibyla bílá mramorová deska se jmény padlých a umučených za druhé světové války.

### Škola
Škola ve vsi existovala již v roce 1776. Nová škola byla postavena roku 1826 (čp. 80) a další se stavěla až za druhé světové války – zahájení výuky se konalo v září 1940. S ohledem na demografický pokles byla škola zrušena v roce 1978. Dům čp. 80 byl v roce 2002 zrekonstruován na obecní úřad.

### Rybník Bucek

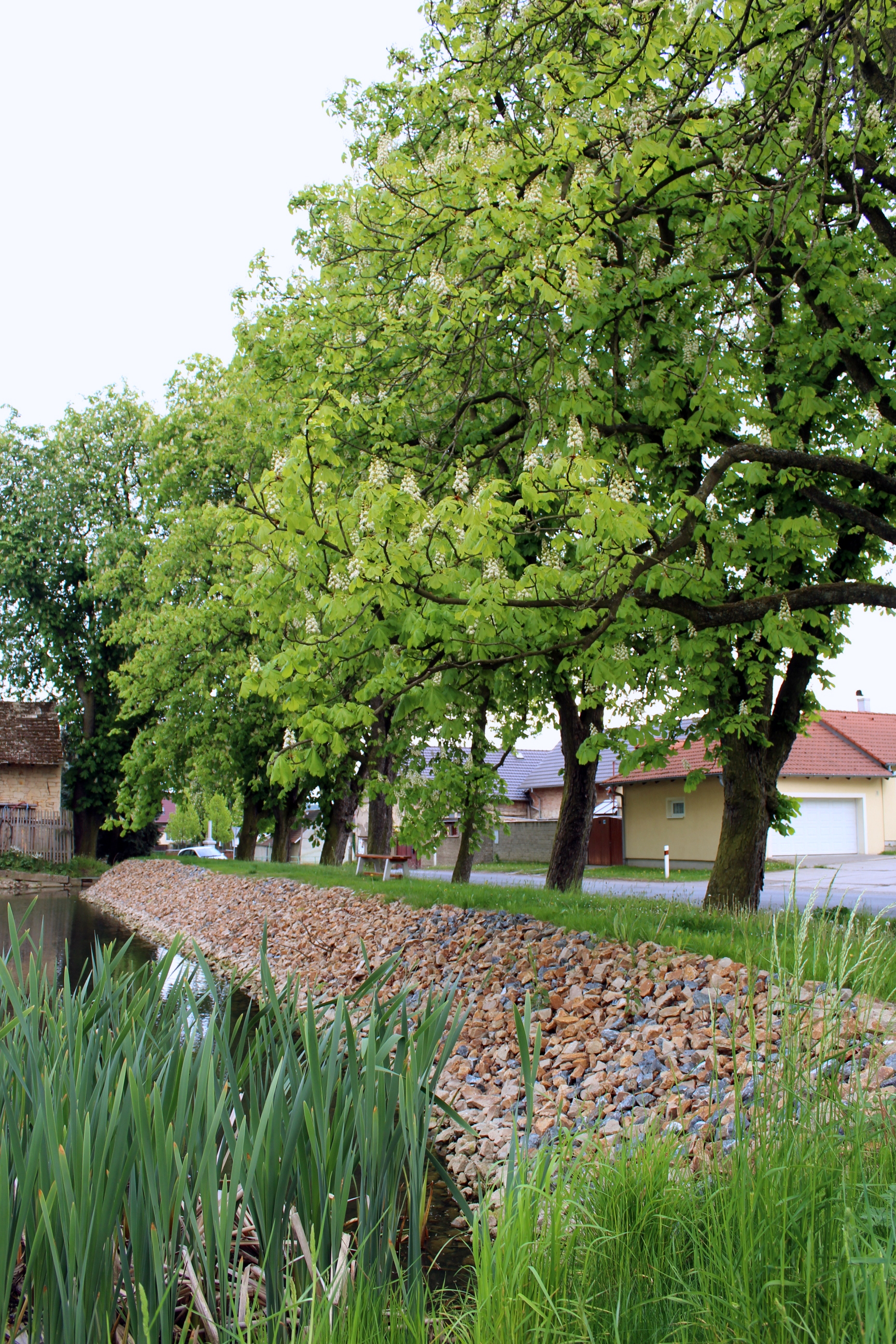
Opravená hráz horního rybníčku v obci

Rybník Bucek o rozloze 25,7 ha (jiný údaj 24,5 ha) je druhý největší rybník v regionu. Rozkládá se na horním toku potoka Loděnice (kačáku) zhruba 1,5 km jihozápadně od Třtice. O rybníku ještě v roce 1725 nebylo ani zmínky, avšak na základě určení stáří památkově chráněných dubů letních, které zpevňují svými kořeny hráz, můžeme stanovit stáří hráze nejméně na 400 let. Pod hrází rybníka stával do roku 1931 Budský mlýn, známý pod názvem posledního majitele Václava Fouska – Fouskův mlýn. V současnosti je rybník Bucek (malý i velký) a navazující kaskáda tzv. mšeckých rybníků (Velká a Malá Punčocha, Mlýnský, Pilský, Bilský a Červeňák), centrem rekreační oblasti chatařů. Na Bucku leží i několik kempů, takže se stává přirozeným centrem pro vodní rekreaci, houbaření v rozsáhlých lesích a cykloturistiku.

### Přírodní rezervace V Bahnách
Přírodní rezervace V Bahnách se nachází v katastrálním území Třtice v mělkém údolí asi 1 km jižně od Třtice, v nivě Loděnického potoka za chatovou osadou pod Buckým rybníkem, západně od silnice Třtice – Nové Strašecí. Lokalita pozemků se nazývá V Bahnách. Chráněné území bylo vyhlášeno již v roce 1952, jeho rozloha činí 8,6 ha, nadmořská výška 422 m. Jedná se o rašelinnou louku s bohatou květenou a společenstva slatin. Na lokalitě V Bahnech se vyskytuje řada chráněných rostlin i živočichů.
Převažujícími rostlinami jsou rákos obecný a olše lepkavá, které doprovázejí pcháč zelinný, pcháč bahenní, kakost bahenní, vrbina obecná či kostřava luční. V rákosinách se vyskytují též bezkolenec modrý, čertkus luční, krvavec toten, vrba rozmarýnolistá, ostřice Davallova, vachta trojlistá a hořec hořepník. Prolákliny porůstá vícero druhů rašeliníku, též rosnatka okrouhlolistá, bublinatka jižní, kohátka kalíškatá, tolije bahenní či všivec ladní, na rašelinných odkryvech lze spatřit tučnici obecnou.
Z typických živočichů pro nížinná rašeliniště lze zmínit ještěrku živorodou nebo hraboše mokřadního.
Vrstva rašeliny tady dosahuje síly i 320 cm, a proto se dokonce těžila pro potřebu lázní Mšené u Budyně. Území vyžaduje trvalou péči, zejména kosení. Majitel pozemku Ing. Ivan Kasalický nechal zpracovat projekt, podle kterého se realizovaly asanační práce v letech 1994–2003 na tomto území. Plán péče pro chráněné území vychází ze zákona ČR č. 114/1992 Sb. o ochraně přírody a krajiny a prováděcí vyhlášky č. 395/1992 Sb. Monitoring provedený po předchozích asanačních zásazích potvrdil jejich význam pro vitalitu a rozšíření vzácných rostlin.

### Chráněné stromy
Mezi chráněné objekty patří i dva stromy – duby letní, jejichž stáří se odhaduje na 400 let a svými kořeny zpevňují hráz Buckého rybníka. Duby zde byly tři, ale po jednom zbývá jen torzo kmene. Duby byly patrně vysazeny v době založení rybníka Bucek.

## Doprava
Dopravní síť
- Pozemní komunikace – do obce vedou silnice III. třídy.

- Železnice – železniční trať ani stanice na území obce nejsou.

Veřejná doprava 2011
- Autobusová doprava – z obce jezdily autobusové linky např. do těchto cílů: Kladno, Lány, Nové Strašecí, Praha, Rakovník, Řevničov, Slaný.